# Sociología de la desviación

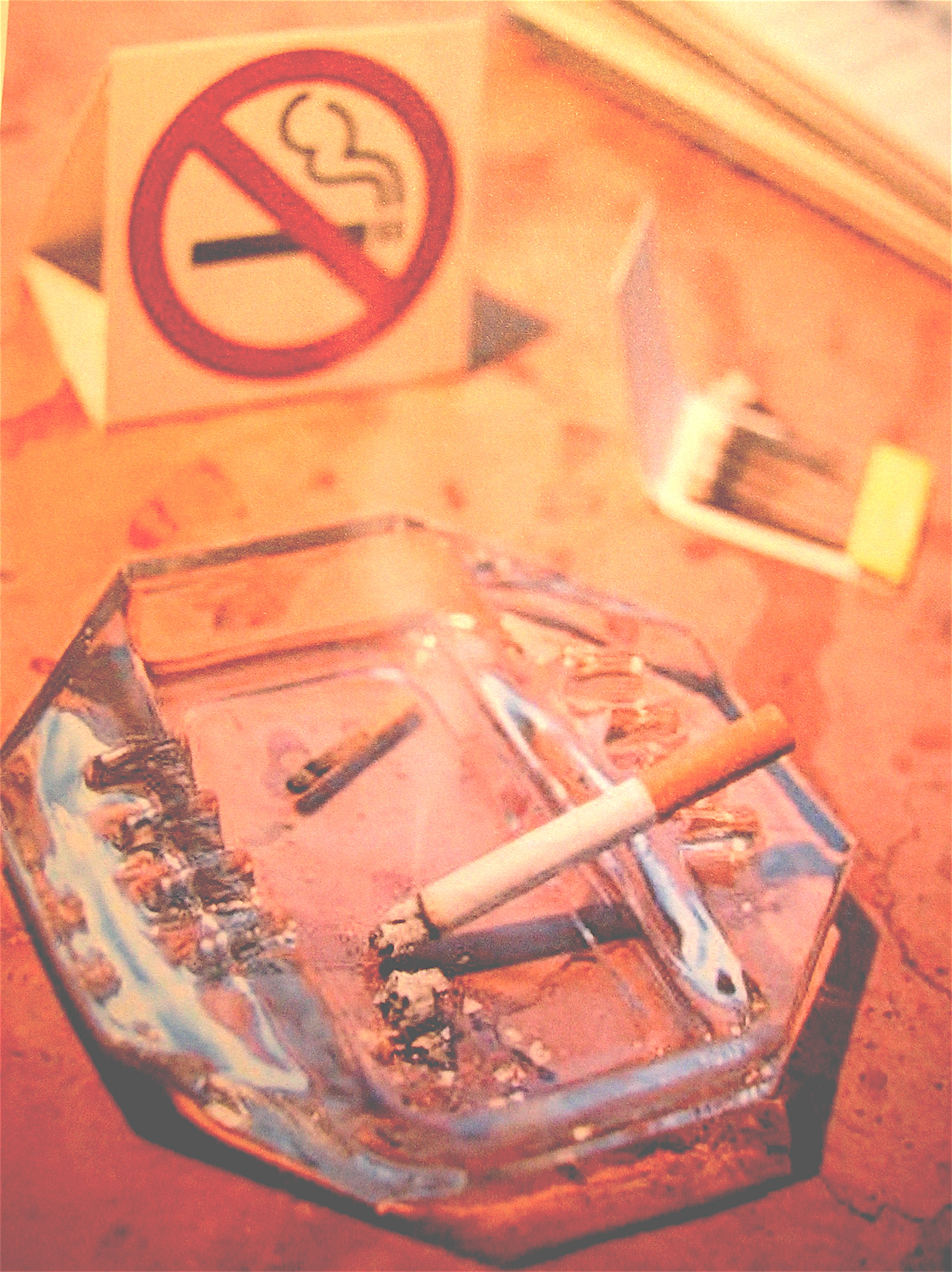
El incumplimiento de las normas es uno de los principales ámbitos de estudio de la sociología de la desviación.

La sociología de la desviación es la rama de la sociología que se encarga del estudio del consenso sobre las normas sociales, los actos y comportamientos que se desvían de estas y el sistema de control social construido para evitar tales desviaciones.
La desviación es un tema fundamental en sociología y desde el nacimiento de esta disciplina ha sido una de sus principales preocupaciones. En este sentido las principales corrientes sociológicas han dado su interpretación sobre el cómo y el porqué del incumplimiento de las normas sociales.
La desviación ha sido analizada desde distintas disciplinas como la antropología, la filosofía, el derecho, la biología o la medicina: además, en los últimos años se han desarrollado estudios en criminología, disciplina con la que la sociología de la desviación está íntimamente ligada. Si bien la primera se centra más en la relación entre la víctima, el victimario y las leyes, la sociología de la desviación analiza también las conductas que, sin estar prescritas como delitos, son catalogadas como anormales y reciben algún tipo de sanción social.

## Concepto de desviación desde una perspectiva sociológica
En sociología se considera una desviación cualquier acto o comportamiento, aunque sea simplemente verbal, de una persona o un grupo que viole las normas de una colectividad y, consecuentemente, conlleve algún tipo de sanción. Sin embargo, esta no es una característica intrínseca de ciertos actos, sino que depende de la respuesta y la definición que los miembros de una colectividad le atribuyan. En palabras de uno de los fundadores de la sociología:

No lo reprobamos porque es un crimen, sino que es un crimen porque lo reprobamos.
Émile Durkheim, 1893

Es por ello que un acto solo puede ser juzgado como desviado en relación con:
- Un contexto histórico: ya que la concepción de desviación varía en el tiempo, por ejemplo ser zurdo ha sido considerado en muchas sociedades históricas como una forma de desviación.[5]
- Una sociedad concreta: como es notorio, las diferentes sociedades que comparten un momento histórico pueden tener diferentes concepciones de la desviación. Un ejemplo actual sería la poligamia, que en algunas sociedades es una muestra de prestigio y en otras un delito.
- Un contexto situacional: Muchas actividades son permitidas, e incluso bien vistas, dentro una situación, y juzgadas como desviadas en otra. Por ejemplo, a ninguna sociedad se le ha ocurrido prohibir las relaciones sexuales, pero casi todas limitan su práctica, prohibiendo realizarlas en público, fuera del matrimonio, etc.

Esta aproximación relativista a la desviación, que caracteriza a la Sociología, ya había sido anticipada por algunos pensadores. Cabe destacar al filósofo francés Pascal que ya en el siglo XVII declaraba:

No hay nada justo o injusto que no cambia de cualidad con el cambiar del clima, tres grados de latitud subvierten toda la legislación[...] En pocos años las leyes fundamentales cambian, el robo, el incesto, el asesinato de padres e hijos, todo ha encontrado un lugar entre las acciones virtuosas.
Blaise Pascal, 1669

Ya en el siglo XX los estudios de antropología comparada han puesto de manifiesto que realmente existen muy pocas formas de desviación que puedan considerarse universales. Sin embargo, y contradiciendo a Pascal, existe un Consenso científico sobre que el incesto entre padre e hija ha resultado tabú en todas sociedades durante toda la historia, llegando Claude Lévi-Strauss a considerar su prohibición como el origen de la vida cultural y del resto de las instituciones sociales.

## Las normas
El concepto de desviación está íntimamente ligado al concepto de norma, ya que es de la norma de lo que un comportamiento se desvía. Por ello se afirma que donde no existe norma no puede existir desviación.
Las normas sociales se definen como proposiciones que prescriben a individuos o grupos el comportamiento adecuado en determinadas situaciones, o bien las acciones a evitar.
Pueden ser clasificadas según diversos criterios, pero el más habitual dentro de la sociología de la desviación es agruparlas dentro de sistemas normativos según el grado de la sanción que se aplica al infractor. Con este sistema obtenemos una clasificación de los comportamientos desviados según su gravedad:
- Normas penales: Son las recogidas en el código penal, que representa el núcleo duro de cualquier sistema social organizado políticamente como un Estado. Recoge las normas que tutelan los bienes fundamentales del grupo social —la vida, la propiedad, las instituciones, etc.—. El incumplimiento de éstas es un delito y convierte al autor en delincuente. Conlleva el tipo de sanción más grave: la pena.
- Normas jurídicas: Son las normas contenidas en reglamentos u ordenamientos; su violación es un acto ilícito y conlleva sanciones de tipo pecuniario o administrativo.
- Normas sociales: Es un amplio grupo de normas socialmente reconocidas, como la moda, la tradición, los usos y costumbres, etc. Su incumplimiento no implica una sanción institucionalizada, aunque sí algún tipo de recriminación o reproche social. En las últimas décadas existe la tendencia a reconceptualizar estos comportamientos de desviados en diversos
- Moral individual: Son las normas autoimpuestas del tipo no comeré nunca en un McDonald's. Incumplirlas tiene escasa relevancia social, pero puede ser calificado como hipocresía.

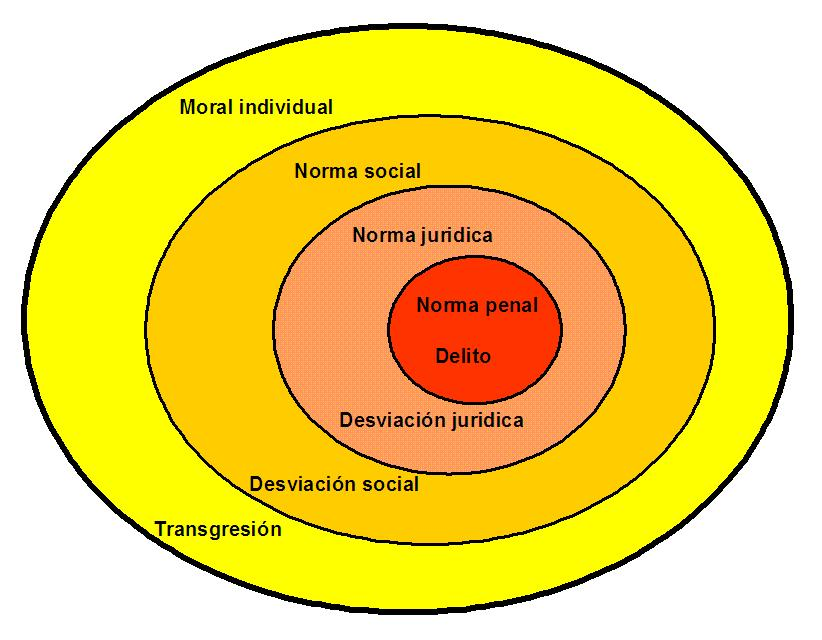
Diferentes tipos de normas y tipo de desviación que implica su incumplimiento.

En el diagrama puede observarse cómo los distintos sistemas normativos se agrupan unos dentro de otros. Esto se hace para reflejar cómo, por ejemplo, no todas las normas sociales están en el código penal, pero todas las normas del código penal son normas sociales. En realidad este modelo es una simplificación de cómo se interrelacionan los sistemas normativos, ya que existen multitud de excepciones: es habitual que alguna de las normas sociales existentes no sea aceptada por la moral individual de algunas personas, lo que da lugar a la aparición de las subculturas; también sucede a menudo que algunas normas del sistema jurídico o penal no lleguen a integrarse dentro de las normas sociales. Esto sucede, sobre todo, en los sistemas no democráticos, aunque también ocurre en las democracias. Un ejemplo actual es la contradicción de muchas legislaciones con la aceptación social de las descargas por internet. Cuando existen fuertes contradicciones entre los sistemas normativos puede producirse una crisis que los modifique. Por este motivo, autores como Durkheim consideran la desviación como un motor del cambio social.
En los últimos años algunos autores han identificado la existencia de situaciones en las que se califica de desviado, no a quien incumple la norma sino a quien la cumple con demasiado celo. Glenna Huls ejemplifica este fenómeno con la concepción social del empollón o de quien paga religiosamente sus impuestos en la sociedad norteamericana.

## Teorías presociológicas de la desviación
El estudio de la desviación es anterior a la aparición de la sociología. Ya en la Antigüedad clásica se desarrollaron las primeras teorías sobre la delincuencia y el castigo, filósofos como Sócrates, Pitágoras, Platón o Aristóteles debatieron sobre ello, atribuyendo los delitos a la herencia o a deficiencias físicas o mentales. En la Edad Media se realizaron algunos estudios médicos para investigar crímenes aislados y Tomás de Aquino en su obra Escolástica, intentó sentar las bases de una Filosofía del Derecho. En los siglos XVIII y XIX, con la llegada de la ilustración y el positivismo, aparecieron teorías y enfoques cuya influencia ha llegado hasta nuestros días. Dos ejemplos destacados de ello son:

### Teoría clásica
Se denomina Teoría Clásica de la desviación a los esfuerzos teóricos del iluminismo por dar una definición objetiva del delito y de la pena que sustituyese la concepción relativista y arbitraria característica del Antiguo Régimen. Esta objetivización del delito era imprescindible para construir el Estado de derecho —base del Estado liberal— ya que es un prerrequisito necesario del principio de legalidad, la seguridad jurídica o la igualdad ante la ley.
El autor más representativo fue Cesare Beccaria, que desarrolló sus ideas en un libro que se ha convertido en un clásico del Derecho: De los delitos y las penas, en el que, en palabras del propio autor, se incluyen

Los presupuestos para una teoría jurídica del delito y de la pena [...] en el cuadro de una concepción liberal del Estado de derecho, basada sobre el principio utilitarístico de la máxima felicidad para el mayor número de personas y sobre la idea del contrato social.
 Cesare Becaria. 

De acuerdo con estos principios del utilitarismo y el contractualismo, para Beccaria el hombre nace libre, pero establece un contrato con el estado por el que renuncia a parte de su libertad a cambio de seguridad. El delincuente sería alguien que incumple ese contrato, por lo que debe ser sancionado, pero la sanción no tiene un objetivo de venganza sino de prevenir nuevos daños y servir de ejemplo disuasivo al resto de los ciudadanos.
La Teoría Clásica tiene los evidentes límites de que se centra en el delito —sin analizar el resto de desviaciones sociales— y que no investiga sobre las causas de éste, lo que es el objeto principal de las teorías posteriores. Esta teoría tendría una gran influencia sobre la Teoría de la Elección racional, llegando al punto de que algunos autores denominan a esta última como Teoría Neoclásica.

### Enfoque biológico
Uno de los primeros intentos para entender de manera científica el fenómeno de la desviación se hicieron desde el ámbito de la Biología. Durante el siglo XIX se desarrollaron diversos estudios para intentar descubrir cuáles eran las características físicas que convertían a las personas en desviadas. La idea de poder explicar la conducta delictiva sobre la base de rasgos biológicos tiene interesantes precedentes en algunas legislaciones medievales, en las que se recomendaba a los jueces que dudasen entre dos sospechosos eligiesen a los más feos y deformes.
En 1876, el médico penitenciario Cesare Lombroso elaboró una detallada teoría sobre las características físicas que provocaban la delincuencia. Los rasgos físicos descritos eran básicamente simiescos: vello abundante, brazos largos, frente estrecha, mandíbula prominente, etc. Aunque los estudios de Lambroso alcanzaron una gran notoriedad en su época, el determinismo biológico, tras las sucesivas críticas, fue cayendo en desuso hasta mediados del siglo XX, cuando Willians Sheldon realiza un estudio con cientos de jóvenes en el que llega a conclusiones similares. Para Sheldon existen tres tipos básicos de constitución física —endomorfo, mesomorfo y ectomorfo— a los que corresponden tres personalidades diversas, siendo los mesomorfos —con constitución musculosa y atlética— los más predispuestos a delinquir. Los datos de Sheldon fueron reanalizados por Eleonor Glueck llegando a la conclusión de que no puede afirmarse que la constitución atlética sea un buen predictor de la delincuencia, y muchos menos su causa.
Desde los años 80 se está dando una revitalización del enfoque biológico, basada en los avances de la genética. En este ámbito se han hecho particularmente populares los estudios sobre el Síndrome del XYY —una anomalía cromosómica por la que el varón recibe un cromosoma Y extra— que algunos autores relacionan con una tendencia a la violencia, aunque numerosos estudios han confirmado que esto no se observa con frecuencia.
Más recientemente el neurólogo Elkhonon Goldberg en su libro el cerebro ejecutivo señala la estrecha relación que existe entre las disfunciones en el lóbulo frontal y los índices de criminalidad, incluyendo un análisis que muestra cómo grupos marginales muestran el rasgo peculiar de delegar sus funciones ejecutivas en instituciones externas, donde la toma de decisiones es ejercida por terceras personas. Goldberg estudia detalladamente los factores que intervienen en el desarrollo de la función volitiva del cerebro y explica cómo un mal desarrollo de esta provoca conductas antisociales o de desviación. 

## Teorías macrosociológicas de la desviación

### Teoría funcionalista

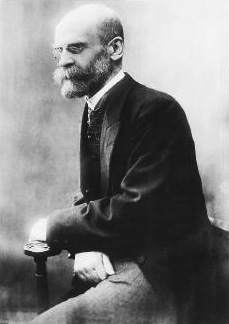
Emile Durkheim, padre del funcionalismo.

Los teóricos funcionalistas se vieron ante la tarea de hallar respuesta a la necesidad, por parte de algunos individuos, de no cumplir las reglas. El primero en describir algunas de las funciones sociales que cumplía la desviación fue Émile Durkheim.
Aunque parezca contradictorio, para Durkheim la desviación contribuye a consolidar los valores y las normas culturales, ya que es parte indispensable en el proceso de creación y mantenimiento del consenso sobre las mismas. La base de esta idea es que sin el delito no hay justicia ni es posible por tanto el consenso sobre las ideas del bien y el mal. En este sentido la desviación contribuiría a definir los límites morales. Definiendo a algunos como desviados el resto de la sociedad puede observar claramente el límite entre el bien y el mal. Otra función de la desviación sería el fomento de la unidad social, ya que la respuesta unitaria frente a las acciones extremas de desviación —asesinato, atentados— fortalece el lazo social. Por otro lado la desviación también contribuiría al cambio social, ya que el transgredir una norma invita a reflexionar sobre la necesidad o la conveniencia de esta, y representa un modelo de conducta alternativo que puede llegar a convertirse en mayoritario, ya que lo que hoy es una conducta desviada puede no serlo en el futuro.

### Teoría marxista
Aunque ya desde sus inicios el marxismo había tratado temas relacionados con la desviación, es en los años 70 cuando aparecen obras sistemáticas sobre esta desde una perspectiva marxista. Autores destacados en esta sistematización fueron Iain Taylor, Paul Walton y Jock Young, que argumentaron que las teorías existentes obviaban ciertos factores estructurales, como la desigual distribución del poder y la riqueza, que eran fundamentales para entender las conductas desviadas.
Este argumento fue posteriormente desarrollado por Steven Spitzer, que ejemplificó ampliamente cómo las personas que son etiquetadas como desviadas suelen ser sujetos que obstaculizan el desarrollo del Capitalismo. Spitzer analizó cómo los sujetos que amenazan la propiedad privada, base del capitalismo, son siempre calificados como desviados; sin embargo, los actos de las clases privilegiadas contra los intereses de las subordinadas, como una gran subida del precio de la vivienda, lejos de considerarse desviadas, son asumidas como una legítima defensa de sus intereses. También analiza cómo, al ser la explotación del trabajo otro de los fundamentos del capitalismo, quien no trabaja, sea por imposibilidad —minusválidos, parados involuntarios—, sea por voluntad, tiene muchas posibilidades de ser etiquetado como desviado. Ejemplos de esto los encontramos en la legislación contra vagos y maleantes.

### Teoría de la subcultura
Esta teoría se basa en el principio de que la conducta desviada —al igual que el resto de conductas— se aprende en el ambiente en que se vive. Los actos desviados serían por lo tanto una consecuencia de la socialización en ambientes con valores y normas distintos a los de la sociedad en general. La teoría fue elaborada por Clifford Shaw y Henry Mckay y tiene su origen en los estudios etnográficos realizados por la Escuela de Chicago durante los años veinte. Los investigadores dividieron la ciudad de Chicago en cinco zonas, realizando círculos concéntricos y comparando la tasa de delincuencia y la relación entre el número de delincuentes y el total de la población de cada zona. Los datos evidenciaron que el valor de la tasa disminuía conforme se alejaba del centro, y lo que es más interesante, que entre 1900 y 1920 la relación entre las tasas de delincuencia de cada zona permaneció invariable, a pesar de que en este periodo hubo grandes movimientos de población que cambiaron la composición étnica de cada zona. Estos hechos hicieron llegar a los investigadores a la conclusión de que la subcultura desviada formaba parte de la idiosincrasia de algunos barrios, por lo que era trasmitida a los nuevos habitantes.
Numerosos investigadores han desarrollado la teoría, comprobando que es común que los individuos con comportamientos desviados pertenezcan a grupos en las que estas conductas son permitidas —o incluso prescritas— por lo que tal conducta solo podría juzgarse como desviada respecto a las normas y valores de la sociedad, pero no respecto a las de su grupo de referencia. Respecto a esto el criminólogo Edwin Sutherland escribiría que

La cultura criminal es tan real como la legal, y mucho más difundida de lo que se piensa habitualmente.
 Edwin Sutherland

Walter Miller estudió cómo se crean las subculturas de la desviación, llegando a la conclusión de que éstas suelen aparecer entre los jóvenes de clase baja, ya que son los que tienen menos posibilidades de cumplir sus aspiraciones por medios legítimos. Miller además individualizó las características de estas subculturas, cuyos principales rasgos serían: La rutinización del conflicto, la dureza, la sagacidad y la autonomía.

## Teorías microsociológicas de la desviación

### Teoría del etiquetamiento
En los años 1960 se empieza a estudiar la desviación desde la perspectiva del interaccionismo simbólico. Estos autores centran sus estudios no tanto en las posibles causas de la conducta desviada, sino en las formas de control e interacción social por las que se definen a ciertos individuos como desviados. La principal aportación teórica de esta escuela es la teoría del etiquetaje, que podría sintetizarse así:

Los grupos sociales crean la desviación estableciendo reglas cuya infracción constituye una desviación, y aplicando estas reglas a personas particulares, que etiquetan como outsiders [...] La desviación no es una cualidad de la acción cometida sino la consecuencia de la aplicación —por parte de otros— de reglas y sanciones. El desviado es alguien al que la etiqueta le ha sido puesta con éxito; el comportamiento desviado es el comportamiento etiquetado así por la gente.
Howard Becker.

Una de las aportaciones fundamentales de esta teoría es la distinción entre desviación primaria y secundaria realizada por Edwin Lemert. Dentro de la primaria se encuadrarían los incumplimientos de las normas que no hacen sentirse desviado a quien lo comete, ni es visto así por los demás. Dentro de la secundaria estarían por el contrario los incumplimientos que hacen cambiar la concepción que los demás tienen del autor, etiquetándolo como desviado. Este etiquetamiento provocará que el autor reorganice la percepción de sí mismo asumiendo la nueva definición que los demás dan de él.
La base de esta distinción está en el hecho de que, en realidad, prácticamente todo el mundo ha cometido actos desviados. Es difícil encontrar a alguien que no haya mentido, cometido algún pequeño robo o consumido alguna droga ilegal, pero pocas de estas personas son catalogadas —o autocatalogadas— como mentirosos, ladrones o drogadictos.
La desviación secundaria está muy relacionada con el concepto de estigma desarrollado por Erving Goffman, definido como una marca social negativa usada para definir a una persona. El estigma se convierte en un rol dominante del individuo y todos los actos pasados empiezan a reinterpretarse bajo la perspectiva del nuevo estigma, en un proceso de distorsión biográfica conocido como etiquetaje retrospectivo. Goffman desarrolló la posibilidad de que al estigmatizar a alguien —con mayor o menor motivo— se activasen una serie de mecanismos, como el rechazo social, que le impulsaran a buscar compañía entre quienes no le censuran —otros estigmatizados— reforzando así la identidad desviada e impulsándolo a continuar su carrera delictiva. De este modo la desviación podría ser una de esas profecías autorealizadas que Robert K. Merton elaboró basándose en el Teorema de Thomas.

### Teoría de la elección racional
Los teóricos de la elección racional, también llamados neoclásicos, enmarcaron la desviación dentro de su modelo general de conducta, según el cual las acciones de las personas están guiadas por un frío racionalismo cuyo objetivo es calculado para obtener placer y evitar dolor. Aunque posteriormente fue asumida por algunos sociólogos esta teoría fue desarrollada en sus inicios por economistas, como Gary Becker que elaboró el modelo económico del crimen que describe una conducta desviada guiada por el cálculo de utilidad relativa en la que se ponen en una balanza los costes y los beneficios que puede tener tal conducta. Estudios posteriores han intentado localizar cuáles son los costes y beneficios concretos de las conductas desviadas, llegando a la conclusión de que los beneficios serían los comunes a todas las acciones —lucro, prestigio, poder, placer— mientras que los costes pueden dividirse en tres: las sanciones formales impuestas por el Estado, las sanciones sociales de su entorno y las autosanciones que el desviado se imponga, como vergüenza o sentimiento de culpa, debido a la interiorización de las normas.
La teoría de la elección racional también ha realizado varios estudios sobre la eficacia de las sanciones. Según el modelo teórico, una forma de reducir el delito sería aumentar los costes de su realización, por ello desde esta teoría se propuso aumentar la severidad de las penas. Estudios posteriores desde esta perspectiva han puesto de manifiesto que la severidad de la sanción tiene repercusiones irrelevantes, mientras que por el contrario, la certeza de la pena —la convicción de que existirá una sanción— puede influir en la reducción de la delincuencia.

## El control social

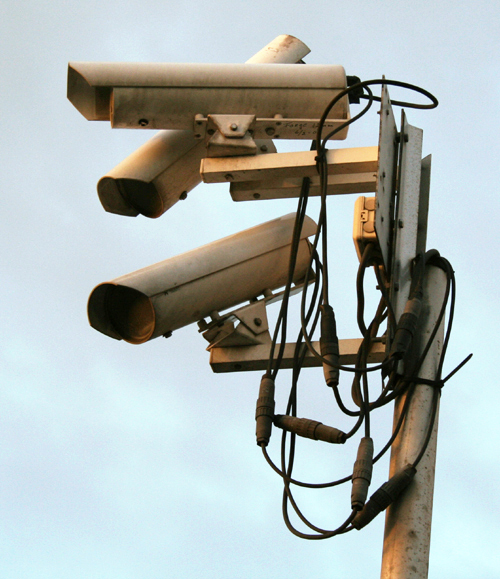
Al ser uno de sus instrumentos más evidentes, las cámaras de vigilancia han sido usadas con frecuencia como símbolo del control social.

Además de las normas y su incumplimiento, el control social es el otro gran campo de estudio de la Sociología de la desviación. Bajo este concepto se integran el conjunto de mecanismos e instancias a partir de los cuales toda sociedad, de una u otra forma, induce a sus miembros a comportarse acorde con las normas, valores y pautas culturales predominantes. Por ello el control social es mucho más amplio que las instituciones más visibles a las que generalmente se asocia —policía, cárceles, juzgados...— e incluye a otras como los manicomios, los trabajadores sociales o el sistema educativo, siendo el rol de este último de especial importancia. Además de por estos agentes institucionalizados, el control social es ejercido en gran medida por mecanismos informales y difusos. Sociólogos como Talcott Parsons destacan, por ejemplo, el papel que juega la familia en el proceso.
La importancia de la familia y del sistema educativo viene dada sobre todo por su función en el proceso de interiorización de las normas, en el cual las normas sociales son transformadas en normas morales, siendo así asumidas como propias por los individuos. Este proceso permite que no se incumplan las normas aun cuando ningún factor externo lo impida y, lo que es más importante, nos convierte a todos en agentes de control social, ya que mantendremos una actitud reprobatoria ante quien las incumpla.
En este sentido, la psicología social ha estudiado de forma experimental distintos mecanismos interiorizados del control social. El experimento de Milgram demostró los actos que se pueden llegar a hacer si éstos son ordenados por una figura de autoridad; el experimento de la cárcel de Stanford, la obediencia que se puede obtener con ideología legitimadora; el experimento de Robber's Cave, cómo a través de la construcción del enemigo externo se logra la unidad interna; los experimentos de Sherif y Asch, cómo se cambia la propia opinión para que esta se adapte a la de la mayoría. Estos experimentos, hoy ya convertidos en clásicos, muestran con qué naturalidad nuestros comportamientos se adaptan a las exigencias de la norma, la normalidad y la autoridad.

### El castigo

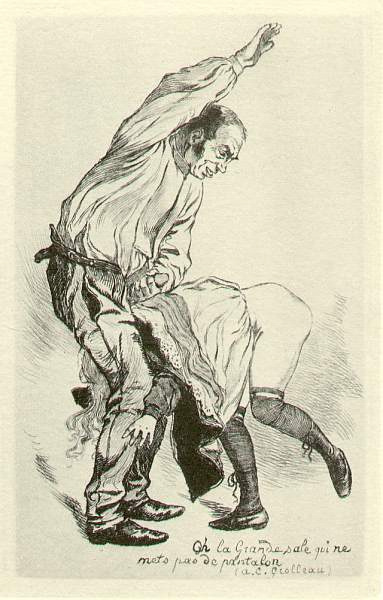
El castigo es una forma clave del control social, con la explícita función de corregir el comportamiento de los individuos.

Debido a su función explícita de corrector de actos o comportamientos, el castigo es una de las formas de control social más investigada. Desde la sociología de la desviación se han estudiado las distintas funciones que ha poseído el castigo y la efectividad que los distintos castigos poseen para reducir el comportamiento desviado.
John Macionis identifica cuatro funciones que, en distintas sociedades o épocas, han justificado la existencia del castigo. La primera, y más antigua, sería el desquite, que se basa en la idea de recuperar el orden interrumpido, por lo que se aplica al infractor un daño proporcional al daño cometido. Está contenida en la ley del talión y el principio bíblico de ojo por ojo, diente por diente. La segunda, la disuasión, es la idea de que el castigo desincentiva el incumplimiento normativo. Se formaliza teóricamente en el siglo XVIII, con la concepción del ser humano como un ser racional, movido por cálculos de coste y beneficio. La tercera es la rehabilitación, por la que se pretenden modificar las pautas de conductas desviadas del individuo. Toma auge en el siglo XIX con la aparición de las Ciencias sociales y los estudios científicos sobre la conducta humana. Por último estaría la función de protección de la sociedad por la que se separa al desviado del resto del cuerpo social, ya sea encerrándolo, desterrándolo o ejecutándolo. El hecho de que, más allá de que en un momento histórico determinado se ponga el acento en una u otra, el que las cuatro ideas sobre la función del castigo puedan darse contemporáneamente es contingente.
Por otro lado, la cuestión de la eficacia de los castigos ha supuesto grandes debates entre los estudiosos, siendo la prisión —que desde su aparición en el siglo XVIII se ha convertido en la forma generalizada del castigo penal— uno de los centros del debate. Su eficacia ha sido puesta en duda por diversos autores, avalados por una gran cantidad de estudios en diversos países que muestran el alto porcentaje de personas que retornan a la cárcel tras haber cumplido condena. La reincidencia en los tres primeros años de la excarcelación es de un 40 a un 60%, en Estados Unidos el porcentaje de reincidencia estaría en torno al 60% y en España en torno al 40%. Estas cifras han llevado a algunos autores a concluir que la prisión no es una institución eficiente en su función de modificar los comportamientos y conductas delictivas. Se señala también que la prisión puede tener aspectos que incluso fomentarían el delito ya que los largos periodos de reclusión destruirían los lazos sociales, y el contacto casi exclusivo con delincuentes fomentaría la creación y reproducción de la subcultura criminal. Las críticas han provocado que las instituciones penitenciarias realicen pruebas experimentales sobre soluciones alternativas a la simple privación de libertad, generalmente centradas en terapias de desintoxicación, que han dado resultados notables. Otros autores continúan defendiendo como innegable el efecto disuasorio de las prisiones.

Pena de muerte en el mundo (06/2005):
Suprimida para todos los crímenes
Suprimida para los crímenes no cometidos en circunstancias excepcionales (como los cometidos en tiempo de guerra)
Contemplada como sanción penal, pero suprimida en la práctica
Contemplada como sanción penal, aún aplicada

Otro castigo que provoca grandes debates sobre su eficacia es la pena de muerte, un castigo que ha sido practicado desde la antigüedad en prácticamente todas las sociedades. En el siglo XIX se inicia una tendencia hacia su abolición —o limitación a casos extraordinarios— en un creciente número de países. Por ello, en los países donde todavía se practica, como Estados Unidos, existe un debate político sobre la conveniencia de abolirla, que ha provocado que se realicen numerosos estudios sobre su eficacia en la prevención del crimen, ya que éste es el principal argumento para su mantenimiento. Los diversos estudios realizados hacen concluir a la mayoría de los autores que las evidencias empíricas disponibles muestran que la pena capital apenas tendría efecto disuasorio.
La tendencia a abolir la pena de muerte, la aparición de las cárceles y la humanización de la pena en general, han sido analizadas por Michel Foucault, en su clásico Vigilar y castigar. El autor analiza el gran cambio sufrido por los castigos entre los siglos XVIII y XIX, en el que se pasa de la espectacularidad de las torturas y ejecuciones públicas medievales a los castigos dentro de la institución burocrática y aséptica de la prisión. La perspectiva foucaultiana —que ya es un hito dentro del análisis del control social— sobre este proceso es que, lejos de producirse por motivos éticos o morales, su causa es el aumento de la eficacia de la pena.

## Problemas metodológicos en el estudio de la desviación
La desviación es uno de los fenómenos sociales más complejos de analizar científicamente, ya que aquellos que los cometen tienden a ocultarlos. Por ello, el debate metodológico se remonta a los orígenes de la disciplina, cuando Emile Durkheim escribe El suicidio. Esta obra consiste en un estudio cuantitativo sobre el fenómeno del suicidio en distintos países europeos, utilizando las fuentes oficiales de cada estado, con el fin de comprobar la distinta influencia que tenía en cada país. Estudios posteriores comprobaron que las estadísticas oficiales infravaloran casi siempre el fenómeno, existiendo además variaciones según la definición de suicidio de las distintas legislaciones. En este sentido se ha comprobado la correlación entre la posibilidad de que una muerte sea registrada como suicidio, en vez de como accidente u homicidio, y la valoración social sobre del fenómeno: cuanto peor visto sea el suicidio en una sociedad, tanto menores serán las posibilidades de que este se registre como tal.
Los estudios sobre la incidencia de la delincuencia se han encontrado con problemas aún mayores. Los sociólogos han utilizado a menudo como fuente las estadísticas policiales sobre denuncias, o las judiciales sobre condenas, pero se ha comprobado que se cometen muchos más delitos que los registrados. Investigaciones llevadas a cabo en Inglaterra en los años noventa llegaron a la conclusión de que el porcentaje de delitos que se notifica es del 47%, el que se denuncia el 27% y el que llega a condenarse en un tribunal tan solo un 3%. Las causas de este bajo índice de denuncias son múltiples: temor a represalias —como en el caso de la mafia—, cercanía al que lo comete —violencia de género—, tolerancia —maltrato a animales—, voluntad de olvidarlo —violaciones—, desconfianza en la utilidad de la denuncia —hurtos—, ignorancia sobre si constituye un delito —delitos de índole económica—, etc. En este sentido se ha comprobado cómo los distintos tipos de delitos tienen un porcentaje de denuncias muy desigual, hay delitos que se denuncian prácticamente en su totalidad, como el robo de coches o las muertes violentas, y otros que su inmensa mayoría no son denunciados, como el intento de violación o los pequeños hurtos.
Estas limitaciones en las fuentes oficiales han obligado a desarrollar métodos alternativos para la cuantificación de la delincuencia. Actualmente se utiliza tanto la autodenuncia, en el que se realiza una encuesta a una muestra de población preguntándoles si han cometido algún delito y si este ha sido denunciado, como la victimización, que es un método similar pero en el que se pregunta si se ha sido víctima de algún delito.